# Protoginzonen
Protoginzonen är den geologiska deformations- eller svaghetszon som löper i nord-sydlig riktning genom södra Sverige från Värmland i norr till norra Skåne i söder. Söderut i Skåne styckas Protoginzonen upp av förkastningar längs med den yngre Tornquistzonen och försvinner även ner under sedimentära bergarter. Väster om Protoginzonen, Västergötland, Halland och västra Småland dominerar gnejser av olika slag. Öster om Protoginzonen dominerar granit. Zonen karakteriseras av stråk med gångbergarten hyperitdiabas, som är en magmatisk basisk bergart, seg och hård till sin karaktär. Granit och gnejs är sura bergarter, granit magmatisk och gnejs metamorf.